# Sızır, Gemerek
Sızır là một thị trấn thuộc huyện Gemerek, tỉnh Sivas, Thổ Nhĩ Kỳ. Dân số thời điểm năm 2011 là 3.291 người.